# Movie 43
Movie 43 ist ein US-amerikanischer Episodenfilm verschiedener Regisseure aus dem Jahr 2013. Er enthält dreizehn Handlungsstränge.
Movie 43 verfügt mit einem Ensemble der Film-Stars Richard Gere, Hugh Jackman, Kate Winslet, Gerard Butler, Halle Berry, Johnny Knoxville, Emma Stone, Seann William Scott, Chris Pratt, Uma Thurman, Anna Faris, Liev Schreiber und vielen weiteren über eine Starbesetzung. Der Film wurde in Deutschland am 24. Januar 2013 veröffentlicht, in den Vereinigten Staaten einen Tag später.

## Handlung
Der Film besteht aus bis zu dreizehn allenfalls lose miteinander verbundenen Episoden, deren Reihenfolge und Anzahl je nach Schnittfassung variiert. Als Rahmenhandlung dient die Suche dreier Jugendlicher nach dem titelgebenden Film im Internet: Calvin und J.J. stellen ein Video in das Internet ein und merken kurz darauf, dass sie dabei von ihrem kleinen Bruder Baxter reingelegt wurden. Als Rache planen die beiden Jugendlichen, Baxters Laptop mit Viren von Pornoseiten vollzuladen. Dafür lenkt einer der Jugendlichen Baxter ab und behauptet, es existiere ein mysteriöses Video „Movie 43“. Als Baxter im Internet sucht, findet er viele Videoclips und Filmausschnitte:
1. „The Catch“: Beth trifft sich mit einem erfolgreichen Mann in einem Restaurant. Als dieser seinen Schal abnimmt, entdeckt Beth, dass sich bei ihrem Date ein Hodensack am Hals befindet. Sie ist von der Situation angewidert, will sich aber nichts anmerken lassen.
2. „Homeschooled“: Die Eltern des jungen Kevin halten es für richtig, ihren Sohn zu Hause zu unterrichten. Sie berichten ihren Nachbarn von ihren Erziehungsmethoden und machen deutlich, dass er trotzdem wie in der öffentlichen Schule behandelt wird. So wird der Sohn von seinen Eltern regelmäßig schikaniert und gequält.
3. „The Proposition“: Jason möchte seiner Freundin Vanessa einen Heiratsantrag machen. Sie hingegen überrascht ihn mit dem Vorschlag, dass Jason auf sie „draufkacken“ soll, weil sie ihn für ihren Seelenpartner hält. Als er sich nach einem Gespräch mit einem Freund damit einverstanden zeigt, kommt es zu einem Eklat, da Jasons Stuhldrang aufgrund der Tipps seines Freundes kaum noch zu halten ist. Er verschreckt Vanessa, die daraufhin flüchtet. Als Jason ihr nachläuft, wird er von einem Auto angefahren und sein Stuhl verteilt sich über das Auto und die Straße. Vanessa verzeiht ihm und will ihn heiraten.
4. „Veronica“: Neil trifft seine Ex-Freundin Veronica im Supermarkt, in welchem er arbeitet. Nachdem sie sehr intime Details ausgetauscht und beide ihre Zuneigung deutlich gemacht haben, verlässt Veronica den Supermarkt. Die im Supermarkt befindliche Kundschaft hat das Gespräch jedoch über die Lautsprecheranlage mitgehört und ermutigt Neil daraufhin, Veronica hinterherzulaufen.
5. „Super Hero Speed Dating“: In einem Ausschnitt nimmt Robin bei einem Speed-Dating teil, wird jedoch ständig von Batman gestört. Als er ein Date mit Supergirl hat, befindet sich Batman unter dem Tisch und macht anzügliche Bemerkungen über Supergirls Intimbereich. Als Supergirl später in Schwierigkeiten steckt, versucht Robin, sie zu retten. Nach dem geglückten Rettungsversuch küsst Robin Supergirl. Daraufhin wird Supergirl von Batman, der die Wahrheit von Anfang an kannte, als der Riddler entlarvt.
6. „Machine Kids“: In einem vermeintlichen public service announcement wird über das Schicksal von Kindern berichtet, die im Inneren von verschiedenen Geräten (Getränkeautomat, Kopierer) arbeiten müssen. Gezeigt wird, wie die Kinder unter den Wutausbrüchen der erwachsenen Gerätenutzer leiden, wenn die Geräte nicht wie erwartet funktionieren.
7. „iBabe“: Eine Konzernspitze diskutiert den Versuch, den neuen MP3-Player „iBabe“ auf den Markt zu bringen. Der MP3-Player sieht wie eine nackte Frau aus, wobei der Kühlventilator an der Stelle sitzt, an der Frauen ihren Scheideneingang haben. Jugendliche stecken ihren Penis in diese Öffnung, was die Firma aufgrund der Verletzungsgefahr in Schwierigkeiten bringt. Später wird das Produkt in einem Werbespot beworben, die den Intimbereich mit Stacheldraht umgeben zeigt.
8. „Middleschool Date“: Die dreizehnjährige Amanda ist bei ihrem Freund zu Hause und bemerkt plötzlich, dass sie zum ersten Mal ihre Periode bekommt. Sie, ihr Freund und dessen älterer Bruder sind mit der Situation völlig überfordert, wobei ihr Freund von einer akuten Verletzung Amandas ausgeht. Der ältere der beiden Jungen sucht panisch nach Möglichkeiten, die Blutung zu stoppen und präsentiert Gegenstände wie Küchenschwämme und einen Wischmopp. Währenddessen kommt der Vater der Jungen nach Hause und versucht, seinem jüngeren Sohn das Thema Menstruation zu erklären. Auf einmal erscheint Amandas Vater, sieht das Blut an ihrer weißen Hose und geht davon aus, dass man seiner Tochter eine Tomate in die Hose gesteckt habe. Er beschuldigt die Familie von Amandas Freund, wodurch er einen Streit mit dem anderen Vater anzettelt. Als die Situation zu eskalieren droht, geht Amanda dazwischen und klärt ihren Vater über den weiblichen Körper auf. Nachdem sie gegangen sind, endet die Episode damit, dass der andere Vater mit seinem jüngeren Sohn eine Tampon-Werbung anschaut.
9. „Tampax“: Die Tampon-Werbung zeigt zwei Frauen, die im Meer schwimmen gehen. Plötzlich wird eine der beiden von einem Hai zerfleischt. Es erscheint der Schriftzug „Tampax. Now Leak-proof“ („Tampax. Jetzt auslaufsicher“).
10. „Happy Birthday“: Peter zeigt seinem Mitbewohner Brian einen Kobold, den er im Keller gefangen hält. Beide versuchen durch Folter herauszufinden, wo der Kobold sein Gold versteckt hält. Als der Bruder des Kobolds mit dem Gold erscheint, beginnen Peter und Brian mit den Kobolden zu kämpfen. Peter schafft es, die Kobolde zu erschießen. Brian verliert beim Kampf jedoch ein Auge.
11. „Truth or Dare“: Emily und Donald haben ein Blind Date. Emily findet es langweilig und schlägt Donald vor, Wahrheit oder Pflicht zu spielen. Die Aufgaben des Spieles werden immer verrückter. Es fängt damit an, einer fremden Person an den Hintern zu fassen und endet mit missglückten Schönheitsoperationen der beiden Protagonisten.
12. „Victory’s Glory“: Der Basketball-Trainer Jackson will seinem Team erklären, dass sie das Spiel aufgrund ihrer dunklen Hautfarbe gewinnen werden, da das gegnerische Team ausschließlich aus Weißen besteht. Trotzdem rechnen die Spieler dem Gegnerteam mehr Gewinnchancen zu.
13. „Beezel“: Eine Beziehung zwischen Amy und Anson gestaltet sich schwierig, da Beezel, eine Cartoon-Katze, sich zwischen Amy und Anson stellt, wobei Beezel eine starke Ablehnung gegenüber Amy zeigt. Anson ist jedoch von der Unschuld Beezels überzeugt. Nachdem ein Streit zwischen Amy und Beezel eskaliert, stellt Amy Anson vor die Wahl und verlangt, Beezel loszuwerden. Anson willigt ein. Am Tag der Abgabe versucht die Katze, unbeobachtet von Anson, Amy zu töten. In einem Kampf kann Amy Beezel schließlich mit einer Schaufel überwältigen. Dabei wird sie von Kindern beobachtet, die nun mit Plastikgabeln auf Amy losgehen und sie töten.

Bei ihrer Suche nach Movie 43 stoßen die Jugendlichen auf Vrankovich, der ihnen davon abrät, weiter nach dem Video zu suchen, bzw. einen Button anzuklicken, da durch das Auffinden des Videos die menschliche Gesellschaft zusammenbrechen würde. Calvin versucht derweil auf der Toilette, Baxters Laptop durch den Besuch von pornografischen Websites mit einem Virus zu infizieren. Auf einer der Seiten masturbiert er zu einer älteren Frau, die sich vor einer Webcam entblößt. Vrankovich bietet ihnen Geld oder Frauen an, dafür dass sie die Suche nach dem Video stoppen; kurze Zeit später wird er von Asiaten gefangen genommen, die die Jungs auffordern weiterzusuchen, da man mit dem Film in die Zukunft sehen könne. Als die Asiaten einen Jungen vor laufender Webcam foltern, erklärt J.J. Baxter, dass er und Calvin sich das Ganze nur ausgedacht hätten, doch Baxter beharrt weiter darauf, nach dem Film zu suchen und baut eine sogenannte 91-F-Theta Box. Kurze Zeit später erscheint die Meldung, dass das Terrapin Protokol gestartet wurde, und der als Movie 43 bezeichnete Film wird abgespielt. Darauf sind Baxter, J.J. und Calvin in der Zukunft zu sehen. Der Baxter im Video erklärt den Jungs, dass es sich bei dem Protokoll um ein Relikt aus der Zeit des Kalten Krieges handle, um im Falle einer Attacke der Sowjetunion alle Amerikaner zu kontrollieren. Da bei der tatsächlichen Inkraftsetzung bereits alle Sowjets verschwunden waren, hätten sich alle Länder gegeneinander gewendet. Weiterhin erklärt er, dass sie sich in das Verteidigungsministerium einhacken müssten, um das Protokoll zu stoppen. Als Calvins Mutter in das Zimmer kommt, bemerkt Calvin anhand deren Kleidung, dass er auf das Video zu seiner eigenen Mutter masturbiert hat und fällt in Ohnmacht. Da der Computer nicht mehr funktioniert, holt Baxter seinen Laptop, um das Protokoll zu stoppen, durch die Viren ist der Computer jedoch zu langsam. Plötzlich explodiert alles um sie herum und die Erde bebt. Über zwei Jahre später findet Calvin den Laptop von Baxter, der noch funktioniert; auf diesem erscheint die Frage, ob das Protokoll zurückgesetzt werden soll und dadurch die Welt wieder normal sein soll, als Calvin dies bejaht, erscheint die Meldung, dass dies nicht möglich sei und ob er sich stattdessen ein Video ansehen möchte. Darauf folgen nacheinander Episode 12, ein kurzer Abspann, Episode 13 und schlussendlich der vollständige Abspann.
Alternative Fassung
In den Vereinigten Staaten wurde der Film mit einer alternativen Rahmenhandlung namens The Pitch veröffentlicht.

## Produktion
Die Dreharbeiten zu dem Film dauerten vier Jahre, da man sich immer den Terminkalendern der zahlreichen Schauspieler und Regisseure anpassen musste. Movie 43 hatte ein Budget von 6 Millionen US-Dollar und spielte bisher weltweit ungefähr 30 Millionen US-Dollar ein.
Insgesamt wirkten 13 Regisseure und 18 Drehbuchautoren an dem Film mit.
Dabei zeigt die US-amerikanische Fassung eine andere Rahmenhandlung („The Pitch“) als die europäische.

## Kritiken
Die Kritiken waren generell sehr negativ. Der Metascore-Dienst Rotten Tomatoes ermittelte nur 5 % positive Filmkritiken bei einer Gesamtanzahl von 87 Kritiken und einer durchschnittlichen Bewertung von 2,7/10 Punkten.

„Der Witz soll daraus entstehen, dass Privates öffentlich und auf diese Weise Scham lächerlich gemacht wird. Doch der gezielte Bruch von Bildertabus allein ist noch nicht komisch und zeugt nur von der Verklemmtheit des Konzepts. Auch die bemerkenswerte Anzahl namhafter Hollywood-Stars macht den derben Humor nicht goutierbarer.“

„Aber vielleicht tut man ‚Movie 43‘ auch zu viel der Ehre an, wenn man ihm politische Satire unterstellt. Wahrscheinlich ist dies nur das Ergebnis eines feuchtfröhlichen Betriebsausflugs, bei dem die Beteiligten so richtig die Sau rauslassen durften und dabei sicher mehr Spaß hatten als die, die nun vor der Leinwand sitzen und zuschauen.“

„‚Movie 43‘ basiert größtenteils auf oberflächlichen Gags, die jedoch durch die Einbettung in das durch und durch schräge Setting eines jeden Kurzfilms an Skurrilität gewinnen. Die Schauspiel-Leistungen entsprechen dem Genre, einzig der überproportionale Gebrauch deftigen Vokabulars wird im Laufe der eineinhalb Stunden ein wenig ermüdend. Die unterschiedlichen Filmsprachen der Regisseure in ‚Movie 43‘ machen den Streifen zu einer abwechslungsreichen Komödie, die durchaus die Lachmuskeln trainiert.“

## Synchronisation
Die Synchronisation stellte die Firma RC Production Kunze & Wunder GmbH & Co. KG her, für das Dialogbuch war Tobias Neumann verantwortlich. Die Dialogregie führte Axel Malzacher.
| Rolle             | Darsteller               | Synchronsprecher          |
| ----------------- | ------------------------ | ------------------------- |
| Davis             | Hugh Jackman             | Thomas Nero Wolff         |
| Beth              | Kate Winslet             | Ulrike Stürzbecher        |
| Kevin             | Jeremy Allen White       | Ricardo Richter           |
| Samantha          | Naomi Watts              | Irina von Bentheim        |
| Vanessa           | Anna Faris               | Marie Bierstedt           |
| Jason             | Chris Pratt              | Daniel Fehlow             |
| Neil              | Kieran Culkin            | Constantin von Jascheroff |
| Veronica          | Emma Stone               | Anja Stadlober            |
| Boss              | Richard Gere             | Hubertus Bengsch          |
| Arlene            | Kate Bosworth            | Dascha Lehmann            |
| Fake Batman       | Jason Sudeikis           | Norman Matt               |
| Fake Robin        | Justin Long              | Julien Haggège            |
| Fake Supergirl    | Kristen Bell             | Maria Koschny             |
| Fake Lois Lane    | Uma Thurman              | Petra Barthel             |
| Fake Wonder Woman | Leslie Bibb              | Vera Teltz                |
| Fake Superman     | Bobby Cannavale          | Charles Rettinghaus       |
| The Penguin       | John Hodgman             | Olaf Reichmann            |
| Amanda            | Chloë Grace Moretz       | Friedel Morgenstern       |
| Mikey             | Christopher Mintz-Plasse | Hannes Maurer             |
| Steve             | Patrick Warburton        | Stefan Fredrich           |
| Amandas Vater     | Matt Walsh               | Peter Flechtner           |
| Kobold 1 & 2      | Gerard Butler            | Tobias Kluckert           |
| Pete              | Johnny Knoxville         | Florian Halm              |
| Brian             | Seann William Scott      | Björn Schalla             |
| Emily             | Halle Berry              | Melanie Pukaß             |
| Donald            | Stephen Merchant         | Alexander Doering         |
| Coach Jackson     | Terrence Howard          | Simon Jäger               |
| Anson             | Josh Duhamel             | Dennis Schmidt-Foß        |
| Killer Chaun      | Martin Klebba            | Dietmar Wunder            |
| Minotaurus        | Fisher Stevens           | K. Dieter Klebsch         |
| Calvin Cutler     | Mark L. Young            | Julius Jellinek           |
| J.J.              | Adam Cagley              | Jan Makino                |
| Baxter Cutler     | Devin Eash               | Elia Francolino           |
| Mrs. Cutler       | Beth Littleford          | Katrin Fröhlich           |

## Auszeichnungen
| Jahr | Preis            | Kategorie                   | Träger | Ergebnis  |
| ---- | ---------------- | --------------------------- | --- | --------- |
| 2014 | Goldene Himbeere | Schlechtester Film          | | Gewonnen  |
| 2014 | Goldene Himbeere | Schlechteste Schauspielerin | Halle Berry und Naomi Watts | Nominiert |
| 2014 | Goldene Himbeere | Schlechtestes Leinwandpaar  | Die gesamte Besetzung von Movie 43 | Nominiert |
| 2014 | Goldene Himbeere | Schlechteste Regie          | Die 13 Regisseure Elizabeth Banks, Steven Brill, Steve Carr, Rusty Cundieff, James Duffy, Griffin Dunne, Peter Farrelly, Patrik Forsberg, Will Graham, James Gunn, Bob Odenkirk, Brett Ratner und Jonathan van Tulleken | Gewonnen  |
| 2014 | Goldene Himbeere | Schlechtestes Drehbuch      | Steve Baker, Ricky Blitt, Will Carlough, Tobias Carlson, Jacob Fleisher, Patrik Forsberg, Will Graham, James Gunn, Claes Kjellstrom, Jack Kukoda, Bob Odenkirk, Bill O’Malley, Matthew Alec Portenoy, Greg Pritikin, Rocky Russo, Olle Sarri, Elizabeth Wright Shapiro, Jeremy Sosenko, Jonathan van Tulleken, Jonas Wittenmark | Gewonnen  |